# Liste der türkischen Botschafter in Indonesien
Die Regierung Şemsettin Günaltay erkannte die Regierung Sukarno am 29. Dezember 1949 an, nahm 1950 diplomatische Beziehungen zu ihr auf und eröffnete am 10. April 1957 eine Botschaft in Jakarta.
| Ernennung Akkreditierung | Botschafter          | Bemerkung | Liste der Ministerpräsidenten der Türkei | Liste der Präsidenten von Indonesien | Posten verlassen |
| ------------------------ | -------------------- | --- | ---------------------------------------- | ------------------------------------ | ---------------- |
| 10. Apr. 1957            | Tevfik Kazım Kemahlı | im Mai 1960 zum Botschafter in Taipeh ernannt, wo er am 20. Juli 1960 Chiang Kai-shek sein Akkreditierungsschreiben überreichte. | Adnan Menderes                           | Sukarno                              | 1960             |
| 1960                     | Abdul Mennan Tebelen | | Cemal Gürsel                             | Sukarno                              | 1963             |
| 1963                     | Nihat Bozkurt Erman  | 31.03.1969: Generalkonsul in Saarbrücken | İsmet İnönü                              | Sukarno                              | 1964             |
| 1964                     | Veysel Versan        | (* 1913) besuchte das Galatasaray-Gymnasium, studierte Rechtswissenschaft an der Universität Istanbul trat 1942 in den auswärtigen Dienst, 1956–1961: Zeremonienmeister, 1967–1969: Botschafter in Budapest, 1972–1976: Botschafter in Brasilia, 1976–1978: Ständiger Vertreter bei der UNESCO.                                                                              | İsmet İnönü                              | Sukarno                              | 1967             |
| 1967                     | Hikmet Şengenç       | | Suad Hayri Ürgüplü                       | Suharto                              | 1968             |
| 1968                     | Vahap Aşıroğlu       | 1978: Ambassadot to the Court of St. James | Suad Hayri Ürgüplü                       | Suharto                              | 1970             |
| 1970                     | Daver Darende        | | Suad Hayri Ürgüplü                       | Suharto                              | 1971             |
| 1971                     | Erdal Gürol          | | Nihat Erim                               | Suharto                              | 1971             |
| 1971                     | Semih Baran          | | Nihat Erim                               | Suharto                              | 1976             |
| 1976                     | Aydemir Erman        | (* 1944 in Istanbul) schloss 1967 ein Studium der Politikwissenschaft an der Universität Ankara ab, 30. Juni 1993 bis 1917 Botschafter in Bahrain, 27. Dezember 2002 – 1. April 2008: Botschafter in Ottawa. | Süleyman Demirel                         | Hamengkubuwono IX.                   | 1978             |
| 1978                     | Haluk Kocaman        | | Mustafa Bülent Ecevit                    | Adam Malik                           | 1981             |
| 1981                     | Pulat Yüksel Tacar   | (* 1931 in Istanbul) besuchte 1950 die Stein High School, schloss 1954 ein Studium der Politikwissenschaft an der Universität Ankara ab, trat 1955 in den auswärtigen Dienst, 1984 bis 1987: Ständiger Vertreter bei der UNESCO, 1989–1995: Ständiger Vertreter bei der Europäischen Gemeinschaft, 1987 bis 1989: Geschäftsführer der Kulturabteilung des Außenministeriums. | Bülent Ulusu                             | Adam Malik                           | 1984             |
| 1984                     | Aydın Alacakaptan    | (* 1932) studierte Rechtswissenschaft an der Universität Ankara, 1971–1973: Unterstaatssekretär des Ministeriums für Tourismus und Werbung, 1978 bis 1980: Botschafter in Damaskus. | Turgut Özal                              | Umar Wirahadikusumah                 | 1986             |
| 1986                     | Metin İnegöllüoğlu   | | Turgut Özal                              | Umar Wirahadikusumah                 | 1989             |
| 1989                     | Sencer Asena         | | Yıldırım Akbulut                         | Sudharmono                           | 1992             |
| 1992                     | Sevinç Dalyanoğlu    | | Süleyman Demirel                         | Sudharmono                           | 1998             |
| 1998                     | Mehmet Güney         | | Mesut Yılmaz                             | Bacharuddin Jusuf Habibie            | 1999             |
| 1999                     | Deniz Uzmen          | | Bülent Ecevit                            | Abdurrahman Wahid                    | 2001             |
| 2001                     | Feryal Çotur Önder   | | Bülent Ecevit                            | Megawati Sukarnoputri                | 2005             |
| 2008                     | Aydın Evirgen        | | Recep Tayyip Erdoğan                     | Susilo Bambang Yudhoyono             | 2010             |
| 2010                     | Murat Adalı          | | Recep Tayyip Erdoğan                     | Susilo Bambang Yudhoyono             | 2012             |
| 14. März 2012            | Zekeriya Akçam       | (* 1968 in Çukurçayır, Balıkesir) schloss 1990 ein Studium der Politikwissenschaft an der Universität Ankara ab und ist Master der School of International Service in Washington, D.C. | Recep Tayyip Erdoğan                     | Susilo Bambang Yudhoyono             |                  |